# Anna Freud
Anna Freud (Viena, 3 de diciembre de 1895-Londres, 9 de octubre de 1982) fue una psicoanalista austríaca de origen judío. Hija de Sigmund Freud, Anna centró su investigación en la psicología infantil.

## Biografía

### Primeros años
Anna fue la sexta y última hija del matrimonio de Sigmund Freud y Martha Bernays. Su madre estaba agotada física y mentalmente, lo que motivó que fuera confiada inmediatamente a los cuidados de la institutriz católica Josefine Cihlarz, una joven con la que mantuvo un vínculo privilegiado. Años más tarde, en una correspondencia a Eitingon, Anna se refirió a Josefine como «la relación más antigua y más genuina de mi niñez» y su vínculo con ella inspiraría sus posteriores conceptos de «madre psicológica» y los contenidos del artículo Perder y ser perdido.
Mantuvo una relación distante con su madre y sentimientos de gran ambivalencia con su hermana Sophie, la preferida de Martha y la más bonita de las hijas, condición que Anna trató de compensar con su desarrollo intelectual.
Anna fue apodada por su padre como Annerl y este recuerda su nacimiento como el inicio de un bienestar económico debido al aumento de su trabajo clínico. También la apodó «Demonio negro», por su carácter aventurero y díscolo dentro del medio familiar y de amigos, no comportándose así en público, donde fue reconocida como reservada y tímida. Uno de sus pasatiempos predilectos era el tejido, que, según recuerdan algunos de sus pacientes, también practicaba mientras atendía. En cuanto a su apariencia, adoptó como vestimenta el Dirndl, tradicional de su país, un ropaje largo y suelto que ocultaba su figura.
En 1912, al finalizar los estudios secundarios en el Lyceum, fue enviada a Merano para descansar y recuperar la pérdida de peso, en vísperas del casamiento de Sophie, al que no asistió por sugerencia de su padre. Esta exclusión formó parte de los malestares y amarguras que ya venía sufriendo. Pasaba períodos de gran fatiga y hablaba de ello como "eso" que la hacía cansarse y "sentirse tonta". De esta manera, definía su recurrencia a las ensoñaciones diurnas e historias fantasiosas, cuestiones estas que tratará en el trabajo Relación entre fantasías de flagelación y sueño diurno, con el que ingresara a la Sociedad Psicoanalítica de Viena en 1922.
En Anna primaban las identificaciones masculinas, no obstante lo cual tuvo varios pretendientes; sin embargo, todos fueron rechazados, unos por ella y otros por su padre, siendo Ernest Jones el más famoso de ellos. A los dieciocho años quedó como única hija en su hogar, acompañando a su padre, que ya tenía sesenta y cinco años y penaba por el alejamiento de sus hijos.
Ingresó al Profesorado de Educación Elemental, y ejerció la docencia hasta caer enferma de tuberculosis, tras lo cual abandonó la docencia en 1920.

### Análisis de Anna con su padre
Dos años antes, en 1918, había comenzado a analizarse con su propio padre, análisis que se mantuvo hasta 1922 con una frecuencia de seis sesiones semanales. Freud centró este análisis en las fantasías y ensueños de flagelación como inhibidores del trabajo intelectual.
Junto a S. Bernfeld, militante sionista y socialista, Anna apoyó la creación del Asilo e Instituto Baumgarten, para niños judíos huérfanos de guerra. Allí se formó un grupo dedicado a estudiar los problemas de aprendizaje y de psicología del niño, en el que participaron también Willie Hoffer y August Aichhorn. Este último ya tenía experiencia con niños y adolescentes y dejó en Anna huellas de su influencia.
En 1920, la familia Freud sufre la muerte de Sophie, víctima de una epidemia. Anna sobrelleva la pérdida de su gran rival, amada y envidiada, dedicándose al igual que su padre a un intenso trabajo, afianzándose su consagración al psicoanálisis. Recibió de Freud su reconocimiento cuando este le otorgó uno de los anillos de oro grabado que poseían los miembros del Comité de los Siete Anillos, grupo que frecuentaba ya desde los catorce años, cuando se le permitía asistir en silencio a las reuniones de los miércoles.

### Recorrido institucional

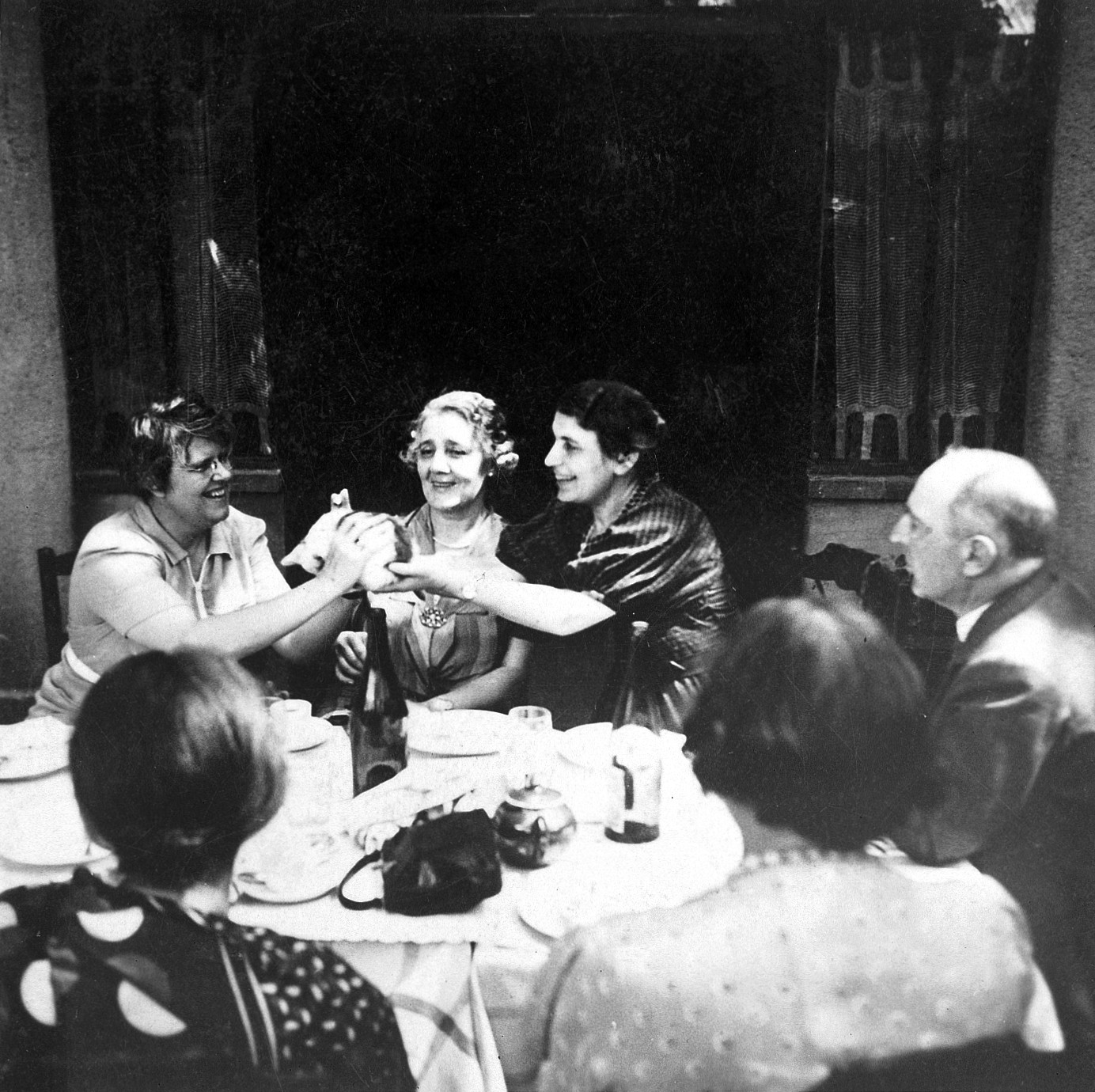
Fotografía de Melanie Klein, Anna Freud y Ernest Jones.

Se inicia en 1920 cuando asiste como invitada al primer congreso internacional de posguerra en La Haya. Dos años más tarde, a los veintisiete, ingresa en la Sociedad Psicoanalítica de Viena como psicoanalista de niños, pues la clínica con adultos era "vedada" a los profanos. En 1921 había conocido a Lou Andreas Salomé, psicoanalista de origen ruso que ocupa el lugar de "buena madre" y "madre analista", encontrando en ella una imagen femenina y maternal y una valiosa ayuda para la elaboración del citado trabajo sobre las fantasías de flagelación.
En 1923, ya declarada la enfermedad de Freud con su primera operación, decide no instalarse en Berlín y quedarse a su lado. Asiste a las recorridas por el Servicio de Psiquiatría del Centro Hospitalario Universitario de Viena, de Wagner Jauregg, conociendo allí a Heinz Hartmann. Esta experiencia hizo que retomara su análisis con Freud, siendo consciente de las dificultades que implicaba el "manejo de la transferencia". En el otoño de 1925, ya finalizado el análisis con su padre, crea con Max Eitingon un vínculo cuasi-analítico que finaliza en 1930, debido a las resistencias de Anna a profundizar sobre la relación de fuerte apego a su padre. En esta época, Anna estaba inmersa en los conflictos de rivalidad con su madre por el cuidado de la salud de Freud.
Entre sus primeros pacientes se cuentan los hijos de Dorothy Burlingham, a quien la ligaría una relación profunda y compleja por el resto de su vida. Fue su compañera de viaje y de vida, y ejerció con los hijos de ella sus inclinaciones maternales. A pesar de las apariencias, no hay acuerdo entre sus biógrafos acerca del carácter homosexual activo de esta relación, pero Anna se disgustaba frente a los rumores que la señalaban como lesbiana.
En 1924 ocupa el lugar de Otto Rank en el comité, y en 1925 es designada secretaria del Instituto psicoanalítico de Viena. Allí, impulsó la formación del Kinderseminar, un seminario de investigación sobre psicoanálisis aplicado a la pedagogía y destinado no sólo a psicoanalistas sino también a educadores y trabajadores sociales. En colaboración con otros profesionales del instituto, fueron creados algunos centros de reeducación, jardines de infantes, y la primera escuela para niños que fuera guiada conforme a los principios psicoanalíticos, dirigida por Eva Rosenfeld. Fueron, asimismo, consultados por el municipio de Viena para la orientación de niños con dificultades.
Colaboró en la "Zeitschrift fur Psychoanalitische Pedagogie", publicación dirigida por W.Hoffer, y en 1927 ocupa el cargo de secretaria de la Asociación Psicoanalítica Internacional (IPA).
La única antecesora de Anna en Viena en la práctica del análisis infantil fue Hermine von Hug-Helmuth, maestra jubilada que poseía un doctorado en Filosofía. Pero en realidad su verdadera competidora habría de ser Melanie Klein. El simposio de Londres en 1927, patrocinado por Ernest Jones, es una fiel y clara exposición de las diferencias teóricas y técnicas que prevalecían entre ambas.
Sigmund Freud fue un encarnado defensor de las posiciones adoptadas por Anna, y un detractor de las opiniones de Klein, quien en cambio sí recibió el apoyo de Karl Abraham en primer lugar, y luego el de Ernest Jones.
Mientras Sigmund Freud, en 1934, terminaba su primer borrador de Moisés y la religión monoteísta, Anna iniciaba El Yo y los mecanismos de defensa, regalándole la primera edición a Freud al cumplir este los ochenta años en 1936.
Un año más tarde se inaugura en Viena la guardería Jackson, patrocinada por la estadounidense Edith Jackson, analizada de Freud. Este proyecto, dirigido por Anna, estaba destinado a niños menores de dos años, con el objetivo de informarse acerca de las primeras etapas de la vida a través de la observación directa. Los niños debían pertenecer a familias indigentes.
En 1933 había sido promulgada la ley antisemita, lo que dio origen al éxodo de psicoanalistas alemanes y austríacos, pero es recién en 1938 que la familia Freud decide partir de Viena, tras la invasión de las tropas de Hitler. Jones y Marie Bonaparte, junto a Dorothy Burlingham, organizaron la salida de la familia Freud hacia Inglaterra. Su casa ya había sido allanada en dos oportunidades, y Ana y Martín habían sido llevados por la Gestapo para ser interrogados. Ya en Londres, Anna se ocupó con exclusividad del cuidado de la salud de su padre, quien luchaba contra el cáncer.
Al morir este, Anna enfrenta el duelo trabajando arduamente; organiza entre 1940 y 1942 varias residencias para niños evacuados y refugiados, siendo la guardería Hampstead, que funcionaba en la Hampstead clinic de Londres, la más destacada.
El clima de la Sociedad Británica de Psicoanálisis se enrareció con la llegada de los analistas vieneses. Jones, fundador de la misma y protector de Melanie Klein, se hallaba tironeado por ambas partes, resolviendo tal contradicción con su retiro. Tras la muerte del padre del psicoanálisis, se estableció la lucha por definir cuál de las dos corrientes sería proclamada su heredera.
Anna fue miembro del Consejo Ejecutivo de la IPA en la década de 1950, pero su mayor interés se manifestó en la década de los 60 en torno a la capacitación para el psicoanálisis infantil.
A partir de 1963, empezó a delegar la dirección de la Hampstead Clinic. Estaba preparando su vejez, siempre junto a Dorothy, con quien realizó numerosos viajes. Su principal preocupación se centraba en el futuro de la clínica, y si bien delegaba funciones, nunca lo hacía totalmente.
En 1971 se realiza el Congreso Internacional en Viena, donde se inaugura el museo en el viejo departamento de Bergasse 19. Anna ya tenía setenta y cinco años, y mantenía la esperanza de que en esa oportunidad la IPA aprobara y reconociera oficialmente la formación de los psicoanalistas de niños en la Hampstead Clinic. Pero Leo Rangell, entonces presidente, deseaba un congreso en paz y mocionó para que tal debate se pospusiera para el próximo congreso, y para que la Hampstead clinic fuera aceptada como grupo de estudio. La Sociedad británica de Psicoanálisis temía que la clínica de Anna se convirtiera en una sociedad paralela. Anna presentó entonces su renuncia a la IPA y a Rangell, quien le ofreció el cargo de presidenta honoraria. A partir de 1976, Anna delegó la dirección de la clínica.
Dictó clases en la Facultad de Derecho de Yale, y mantuvo con sus alumnos una relación libre y placentera. Esta experiencia fue recogida en tres volúmenes sobre el niño y el derecho, en coautoría con Goldstein y Solnit.
En 1975 su salud se vio afectada, sin poder llegarse a un diagnóstico preciso. Fue tratada por una anemia, necesitando ingresos  periódicos. Durante este tiempo se dedicó a la refutación y desacreditación de teóricos posfreudianos y biógrafos no autorizados, con la ayuda de K. Eissler. También recibió los doctorados honorarios que le confirieron las universidades de Viena, Columbia, Harvard y Franckfort.

### Fallecimiento
Su compañera de siempre, Dorothy, falleció en 1979 a los ochenta y ocho años, hecho que la deprimió sensiblemente. Al año siguiente, y al igual que su padre, encontró compañía en una perrita de raza china, a la que llamó Jo-Fi, el mismo nombre que Dorothy puso a un perro que le regaló a Freud.
Alice Colonna, una ex-analizada de Anna, y Manna Friedman fueron quienes la acompañaron durante sus últimos tiempos. En 1982 padeció un ataque cerebral que afectó su motricidad y habla, no así su lucidez mental. Un año antes, había asistido por última vez a un simposio de la clínica, presentando un trabajo sobre patogénesis. A partir del ataque su estado físico era realmente penoso, y sólo podía ser paseada en silla de ruedas.
Murió mientras dormía en la madrugada del 9 de octubre de 1982. Su cuerpo fue incinerado en el crematorio de Golders Green, donde también reposan las cenizas de sus padres.

## Anna Freud y Sigmund Freud

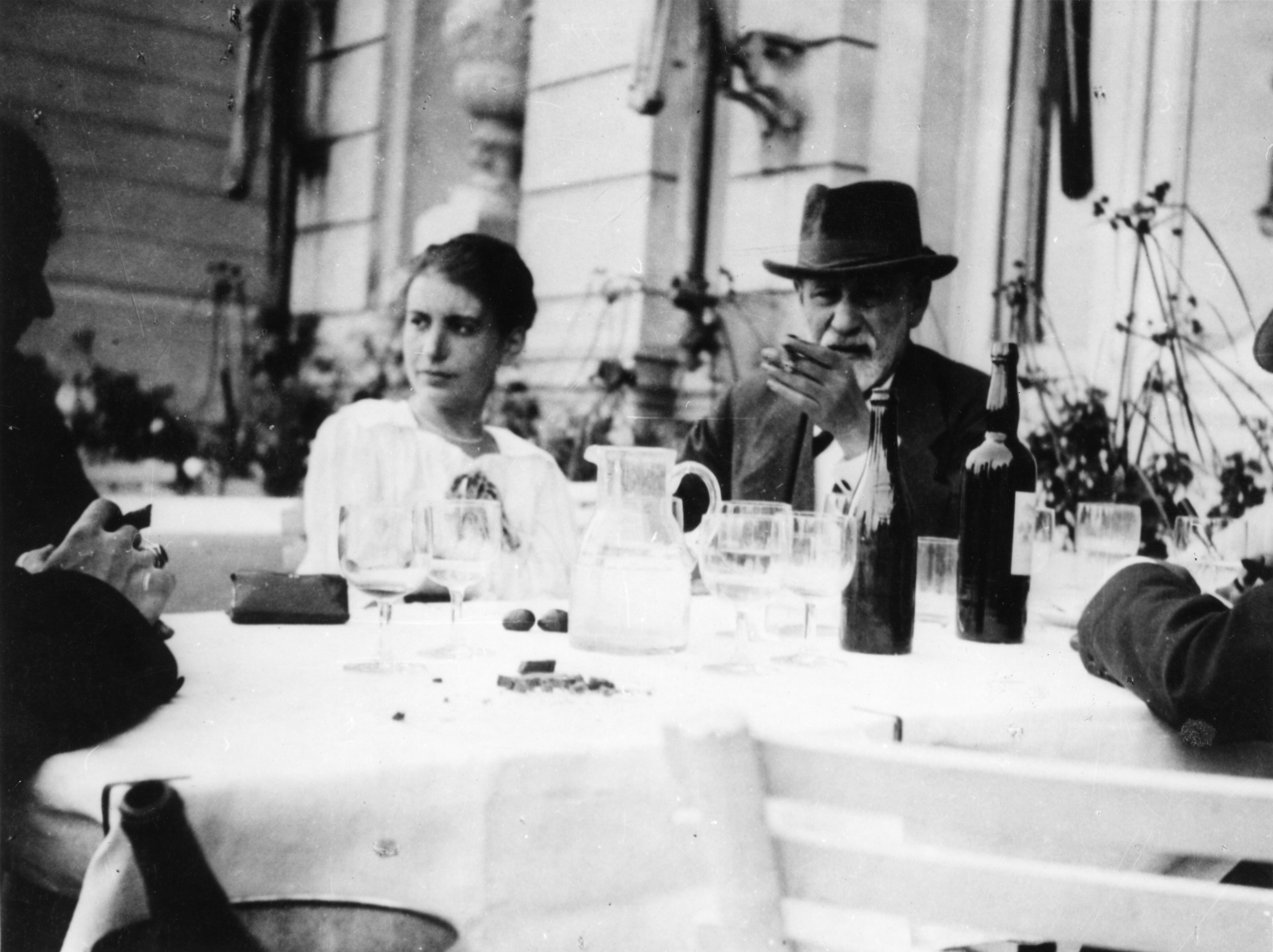
Anna y Sigmund Freud en el sexto congreso internacional de psicoanálisis, La Haya (1920).

Resulta oportuno citar algunas interesantes definiciones acerca del papel que Anna Freud desempeñó en la historia del psicoanálisis.
La primera de ellas parte de su padre, Sigmund Freud, al llamarla Anna Antígona. Cabe recordar que Antígona, en la obra de Sófocles, es la hija de Edipo, a quien guía, tras su ceguera, errante por Grecia hasta su muerte.
Ernest Jones, quien mantuvo una relación ambivalente con Anna, se unía a ella en lo político institucional pero se le oponía en lo teórico: "tiene usted el don de escribir ordenadamente y sin forzar la organización del material. Me gustaría hacer la reseña del libro", escribe Jones refiriéndose a la publicación de El Yo y los mecanismos de defensa. Y en relación con el mismo, a manera de crítica, lamenta que (...) interrumpa su viaje investigador hacia las profundidades donde hubiera deseado mayor iluminación.
Phyllis Grosskurt, en su libro Melanie Klein, ilustra el desempeño de Anna así: Anna Freud era una expositora de las ideas de su padre, pero solo de aquellas que podían examinarse en lugares claramente iluminados y bien aireados.
Por último, Elizabeth Young-Bruehl, en su biografía de Anna Freud, dice: (...) era la madre del psicoanálisis, y a ella pasó la responsabilidad de preservar su espíritu, de velar por su futuro (...) celosa del psicoanálisis, llegó a ser no sólo la sucesora de su padre por derecho propio, con sus contribuciones teóricas y clínicas, sino también una mujer cuya vida fue por entero dedicada a la teoría psicoanalítica.
Anna Freud fue pionera en la sistematización de los mecanismos de defensa del yo en su obra clásica El yo y los mecanismos de defensa (1936). En este libro, amplió la comprensión de los procesos mentales utilizados por el yo para manejar conflictos internos y enfrentar estresores externos. Anna Freud exploró cómo estos mecanismos —como la represión, la negación y la proyección— son esenciales para el desarrollo emocional y psicológico. Enfatizó que los mecanismos de defensa forman parte del desarrollo humano normal, ayudando en la adaptación a las dificultades de la vida cotidiana. Sin embargo, Anna también advirtió que, cuando se utilizan en exceso o de manera inadecuada, estos mecanismos pueden volverse patológicos, llevando a patrones de comportamiento desadaptativos y afectando negativamente la salud mental y física. La obra de Anna Freud es considerada fundamental para la comprensión de la psicodinámica del yo, influyendo profundamente en la teoría psicoanalítica y la psicología clínica.

## Eponimia
El asteroide (11299) Annafreud fue nombrado así en su honor.